# Epalpus imitator
Epalpus imitator là một loài ruồi trong họ Tachinidae.